# 皇鷴
皇鷴（Lophura edwardsi × Lophura nycthemera annamensis）是一種中等身形，長75厘米的雉。牠們呈深藍色，面上沒有羽毛及呈紅色，冠藍色，腳深紅色。雌鳥有褐色及直立的羽毛冠，身體及尾巴都是黑色的。
皇鷴分佈在越南及老撾的森林內。牠們的外表有點像越南特有的越南鷴，但體形較大，尾巴較長，冠及尾羽都是深藍色的。
尚·提奧多·德拉庫爾（Jean Théodore Delacour）於1923年發現一對皇鷴的活標本，並帶到歐洲；直至1990年才從新的發現牠們。
皇鷴如此稀少，是因為皇鷴為越南鷴與白鷴的天然混種

## 外部連結
- 皇鷴的相片 （页面存档备份，存于）